# Cầu vượt ngã tư Vũng Tàu
Cầu vượt ngã tư Vũng Tàu là cầu vượt nằm trên trục đường Quốc lộ 1, thuộc địa phận thành phố Biên Hòa, tỉnh Đồng Nai. Cầu được Tổng công ty Xây dựng số 1 khởi công vào ngày 31 tháng 8 năm 2013 với kinh phí khoảng 200 tỷ đồng. Sáng ngày 19 tháng 1 năm 2014, Cầu được khánh thành và đưa vào sử dụng.
Cầu vượt thép này khi đưa vào sử dụng sẽ góp phần tạo thông thoáng cho cửa ngõ phía Đông Thành phố Hồ Chí Minh đi các tỉnh phía Bắc.